# ポチっと発明 ピカちんキット
『ポチっと発明 ピカちんキット』（ポチっとはつめい ピカちんキット、PIKACHIN-KIT）はOLM・シンエイ動画共同制作による日本のテレビアニメ作品。2018年1月6日から2020年3月28日までテレビ東京系列にてアニメパート×実写パートのコンプレックス番組として放送された。前身番組『ピカっと解決 ピカちんハンター』についても本項で解説する。

## 概要
バンダイから発売されている同名のプラモデルシリーズと連動したテレビ番組。前半はアニメ、後半はバラエティ番組『ピカちんズ』が放送される。アニメ内には、実際に発売される「ピカちんキット」とほぼ同様の物が登場する。

### アニメパート
ある日、小学5年生の遠松エイジの元に謎の本が届く。
この本「ピカちん大百科」は持ち主のちょっとした欲望を読み取って、それを叶える不思議なプラモデル「ピカちんキット」を生み出し、「未来のAmazon」を通じて自宅に届けてくれる不思議なカタログだった。
エイジは様々なピカちんキットをポチって（注文して）組み立てるが、そのキットには必ず「最後の1％の部品」が欠けていて、そのままでは完成しない。
彼は持ち前の「ピラメキ」（ちょっとした閃き）の才能を駆使して、日常生活の中から「欠けている1％」の代わりになる何かを見つけ出していく。

### ピカちんズ
ヨーロッパ企画のメンバーが扮するおバカ発明集団「ピカちんズ」の面々が、アニメで取り上げられたピカちんキットを使って様々なゲームや無茶振りに挑戦する。
DVD版ではアニメパートのエンディング、次回予告が終わった後。

### 反響
玩具「ピカちんキット02 ふりかけメーカー」は2018年1月27日の放送後に、Amazon.co.jpのホビーカテゴリーで7位まで上昇した。翌日には5位に上昇し、その後1週間にわたりトップ10入りした。これほど長期間にわたりトップ10入りするのはアニメの玩具では異例とされる。

### その他
本作品には「ピラメキ」や「ピラめいた」というワードが登場するが、過去に同じテレビ東京系で放送していた「ピラメキーノ」（及び、その略称である「ピラメキ」）とは無関係である。

## 登場人物

### 主要人物
遠松 エイジ（とおまつ エイジ）
声 - 沢城みゆき、白石涼子（代役、第37話 - 第46話）
本作の主人公。ごく普通の小学5年生の少年だが、発想力・創造力のセンスは天才的。一人称は「俺」。年相応に少々生意気かつ明け透けな性格。ひょんなことから未来の大百科「ピカちん大百科」の持ち主となる。癖の強い茶髪で、頭頂部の「？」を模した癖っ毛のみ金髪（アイデアを閃いた際は「！」の形に変わる）。クラスのマドンナ的存在であるひなちゃんに想いを寄せており、彼の発明のきっかけは、ほぼほぼ「ひなちゃんに好かれたい」という下心が絡んでいる。発明が成功しても彼女へのアプローチはなかなかうまくいかず、時には怒りを買い平手打ちを食らわされることも。閃いた時の口癖は「ピッカちーん!ピラめいた!」。
ゴールデンエイジ
声 - 沢城みゆき
第13話より登場。
ゴールデンポチローに金を浴びさせたエイジ。
エイジマン
声 - 白石涼子
第40話より登場。
エイジがヒーローに変身した姿。
梅本 潤（うめもと じゅん）
声 - 花江夏樹
第14話にて転入生として登場。通称「ウメジュン」。一人称は「僕」で気取った性格のためエイジによく羨ましがられているが特に気にはならない様子。容姿端麗で独特の美的センスを持ち、こだわりが非常に強い。横流しの青いショートヘアだが、前髪の一部分のみエイジと似た金髪の癖っ毛があり、こちらも閃いた際形が変わる。アイドルとして活動しており、優しく爽やかな性格で男女問わず人気が高い。エイジの想い人であるひなちゃんからも好意的な目を向けられることがあり、エイジからはライバル心を向けられている。エイジと同じく「ピカちん大百科」の持ち主であるが、初登場時はアイデアを閃けていなかったため「黒い表紙に中身が白紙」という状態であった。その後はエイジの協力のもと閃きに成功しており、相棒のロボット「ジェットウルフ」を発明する。閃いた際の口癖は「ピッカちーん!キラめいた!」。

姫宮 ひな（ひめみや ひな）
声 - 鈴木絵理
エイジのクラスメイトでクラスのマドンナ。髪色は桃色。愛称は「ひなちゃん」。一人称は「私」。元気で明るいクラスの人気者。季節の行事やイベントにただならぬこだわりを見せる。
エイジにほのかな恋心を寄せられているが気付いていない。エイジに好意を寄せるが、それに気づくどころが事あるごとに目を潰しながら平手打ちのビンタを食らわせている。

井津藻 あたる（いつも あたる）
声 - 田所あずさ
エイジのクラスメイト。髪色は藍色で頭頂はやや尖っている鉛筆を思わせる形状となっている。一人称は「僕」もしくは「俺」。
懸賞などを当てるのが得意。家族全員懸賞が好きでよく応募しては当たっていて、家の中は景品であふれている。
レイちゃんの恋人である。

驚木 ガク（おどろき ガク）
声 - 吉野裕行
エイジのクラスメイト。髪色は赤茶色のアフロパーマ。常時体育帽をかぶっている。通称「ガッくん」。一人称は「俺」で体格はとても良い大柄な少年だが見かけによらず驚き屋でもあり、事あるごとに口癖の「オーまいぎゃーお！」と言って口を塞ぐ所がある。

柳葉 ヤバ美（やなぎば ヤバみ）
声 - 寿美菜子
第2話より登場。エイジのクラスメイト。暗いグリーンのツインテールに、太い眉とタレ目が特徴。普段の服装はゴシックパンクな出で立ちだが、ロリータファッションも着こなす。ウサギと月のモチーフが好き。通称「ギバさん」。一人称は「私」で言葉の一節に女性語を使う所がある。口癖は｢なしじゃない｣。ひなちゃんとは親友であり、同時に強い憧れを抱いている。「ひなちゃんには彼女にふさわしい素敵な男性とお付き合いしてほしい」という独自の願望を持っており、ごく平凡なうえ度々ひなちゃんに対しいかがわしい妄想を繰り広げるエイジを特に警戒し敵視している。しかしながら彼を嫌っているわけではなく、ひなちゃん絡みでなければ普通に会話をしたりからかったりと友達として接している。
第96話「未来のピカちんキット」では未来のエイジの嫁であった。

御影 ハック（みかげ ハック）
声 - 岸尾だいすけ
あらゆるものを乗っ取ろうとする少年。髪型はかなり尖っており、目つきは鋭い。一人称は「俺」。エイジのクラスに転校して学校自体を乗っ取ったことがある。中学受験を控えており、退屈なので面白いこと（＝乗っ取り）を考えていたら、そこにノットリガーが現れ、乗っ取ることを協力した。また、ビクトリーバッジをエイジからノットリガーに奪うように命令し、奪うことに成功した。

### ピカちんロボ
ピカちんワールドから来た動物型ロボット。
ポチロー
声 - 山崎バニラ、高木礼子（代役、第101話 - 第109話）
性別「♂」
エイジの相方のピカちんロボ。エイジのサポートをする。
一人称は「ポクちん」で、語尾に「〜ポチ」を付ける。口癖は「ポチろう！」。
体がダンボールで出来ている。ダンボールは「トラス構造」と呼ばれる三角形を組み合わせた構造を持つため、とても丈夫。禁句は「湿りダンボール」。エイジのピラメキをサポートする。

巨大ポチロー
声 - 山崎バニラ
第26話登場
ポチローの巨大プラモデル。
エイジロー
声 - 山崎バニラ、沢城みゆき
第32話登場。
エイジとポチローが合体して生まれた。
必殺技は「ピカちんブラスト」。

ジェームズ
声 - 高橋伸也
第2話より登場。
性別「♂」
Jブラザーズの弟。一人称は「私」、アイに対しては「俺」。
カンニングラスのピラメキから生まれたスパイフクロウ。
私服は黒いワイシャツに赤いネクタイと青いベスト。黒と青の帽子をかぶっている。
調査が得意。目のパーツはカンニングラスの鏡を使っており、自分の周囲を360度を見渡す事ができる360度偵察機能がある。
背中の蓋を翼にして飛ぶ事ができる飛行能力をもつ。
兄はマイケルJ。エレボーの親友。妻はアイ。

怪人二十面ホウ
カスタムをしたジェームズ。スカーフで口を隠している。
10話ではあたるのおかげでオレだけロックを解除してペカソの絵を盗んだ。

パティ
声 - 三村ゆうな
第4話より登場。
性別「♂」
メーカーファミリーの兄。一人称は「僕」、「俺」とも言ったことがある。口癖は「パティ」。金が絡むと怪しそうな顔になる。
ふりかけメーカーのピラメキから生まれたなにわのグルメタヌキ。
呪文は「ふ〜りふりか〜けかけパティ〜ン」。必殺技は「フリフリフリーズ・ブリザード」。
私服はコック服に青いコックタイ、青と白のコック帽をかぶっている。
コック帽は、ふりかけメーカーとなっており、様々なお菓子をふりかけにする事ができるふりかけ機能がある。
ボディの中にレジ格納庫が収納されており、これでお金を厳重に守っている。こっそりお金を数えている事もある。
性格は好奇心旺盛。
妹はグミィ。モグラーズVの親友。ゴールデンポチローと仲が良い。

裏パティ
お金が絡んで豹変したパティ。関西弁で話す。レジ格納庫にお金が貯まりすぎて暴走してしまう。お金が満タンとなり、顔が気持ち悪くなる。
お仕置きは借金地獄が得意。ふりかけメーカーで砕いたおせんべい、作った激辛スパイスで妨害する。
悪堕ちパティ
豹変が進化したパティ。
ゴールデンパティ
レインコートパティ
ブラックポチローに負けた後は腕が折れ、足が砕き、ボディの蓋が壊された時に、病院のおかげで巻いた包帯が見せない金運のレインコートを着て、長靴を履いたパティ。
通称「黄色いかっぱのこわがりさん」。ウメジュンに頼んで、炎上写真を邪魔をする。エイジとカメキチをビビらせる。
第31話のBパートで10円玉を持って登場。

デューク
声 -  子安武人
第8話より登場。
性別「♂」
クリーナーファミリーの長男。薄暗い性格のカラスである。一人称は「俺」で口数はほぼなし。
ケシカスイーパー10 のピラメキから生まれたハードボイルドお掃除カラス。
私服は黒いロングコートに黒いベルト。三角巾を付けている。
武器は掃除道具、ケシカスイーパー10 。
掃除道具を片手にクリーニングする必殺掃除人。
見た目は殺し屋で中身は綺麗好き。性格は無口。
掃除ロッカーボディの中に掃除道具を入れている。ゴミを見つけたら即武装。
散らかしたゴミやホコリを掃除をしているだが、ドジが多い。
細かいことにうるさい潔癖症。怒ると一番怖い。人間やピカちんロボを殺そうとする。汚れが溜まったら劇画のような精神的に病んだ状態となった。
ジェームズと同じく飛行能力。バッタのようなジャンプ力。ジャンプ力でベットに着地し、足組をする。肉食系男子。
次男はゴミバッコマン。カンクローの親友。

忍者デューク
クーデュ
第8話より登場。
デュークの心の声。または師匠。性格はクール。
一人称は「俺」で口癖は「○○の乱れは○○の乱れ」。

シャーロック
声 - 内田夕夜
第10話より登場。
性別「♂」
誠実兄弟の兄。一人称はオレだけロックから生まれたにもかかわらず「私」としか言わず丁寧語で話す。
オレだけロックのピラメキから生まれた迷探偵アルマジロ。
私服は探偵服に黒い全身タイツ。帽子の中には賢いベビロックがいる。
見た目はアルマジロ、頭脳もアルマジロの自称探偵だがその推理力には疑問が残る。ロック専門の名探偵セキュリティには自信満々悪者である。
自分で解除方法が分からなくなる事もあった。
厳重ロックベルトもロックになっていてふいにズボンがずり落ちる心配はないらしい。
息子はベビロック。弟はトレジャーブウ。

ベビロック
声 - 高木礼子
第10話より登場。
性別「♂」
シャーロックの息子。
体がミニサイズ。
一人称は「僕」で、声がうるさい。見た目は子供アルマジロ、頭脳は大人である。

アイ
声 -  高垣彩陽
第12話より登場。
性別「♀」
ゼロゼロマーカーのピラメキから生まれたキャッツエージェント。
私服は赤いキャットスーツに赤いベルト。髪色は黄土色。
リップのゼロゼロマーカーを組み合わせて秘密のミッションを指令する。耳にライト機能がある。
潜入捜査が得意。素早い身のこなしで華麗にミッションをこなす。
通称「姉さん」。
夫はジェームズ。

カメキチ
声 -  高橋広樹
第16話より登場。
性別「♂」
ティッシュ箱カメラのピラメキから生まれた炎上カメレオン。
シャーロックの友達。
私服は白いワイシャツに黒いズボン。
目玉がギョロギョロしている。
時々、ボディの色が変わる事がある。
性格はマイペースだが、臆病でネガティブ。喋り方が遅い。
ボディにはアイロンを収納。撮影したらいつでもプリントしてくれるアイロン常備。
炎上ネタをスクープし、写真に映し出す。炎上写真にお化け（ピカちんロボ）が写っているものが多い。

ジェットウルフ
声 - 鈴木達央
第14話より登場。
性別「♂」
ウメジュンの相方のピカちんロボ
スーツケースを使用する。飛行形態に変形できる。
夜に遠吠えする。

カンクロー
声 - 小島幸子
第19話に登場。
性別「♀」
エア臭ターのピラメキから生まれた爆風スカンク。
一人称は「あっし」、「俺」（デュークに対して）で、語尾に「〜でやんす」を付ける。二人称は「あなた」。口癖は「へ～い」。呪文は「Let's 爆風ギュンギュン」。
性別は女性。性格は強気なボーイッシュで男口調。服装は怪盗紳士のような群青のブレザーに白いワイシャツと赤いネクタイを付けているのに加え、群青に赤色のシルクハットをかぶっていていわゆる男装を思わせるようなファッションスタンス。また赤色のサングラスを付けており、その黄色いレンズにはライト機能を搭載。サングラスを外すと目が書かれなくなる描写があった。
プロペラ尻尾を回転させ、爆風や屁を起こす。ボディにうちわがある。
匂いだけでリアルな旅の情景を作り出す事が出来る。
人間に抱き締められると、嬉しくなる。
弱点は苦い物。
デュークの親友、または恋人。ゴミバッコマンの幼馴染。

ハッピーカンクロー
カスタムをしたカンクロー。香り玉ケースがベルトリンクとなり、2つのエア臭ターを持っている。
危険な物を盗み、危険な香り玉を作り、巨大なエア臭ターを作り、町中に臭いをばらまいた。
クラッカー大佐
声 - 稲田徹
第21話に登場。
性別「♂」
サプライズブラザーズの兄。
缶詰を研究すると成長して、缶詰を自作するようになった後、プラモとなり、びっくりカンカンのピラメキから生まれたスネーク。
私服は黒いスネークのような服。
腰のベルトにはびっくりカンカンを装備している。背中には非常食の缶詰が入っている缶詰倉庫。
オーバーリアクションをすると、自爆して気絶する。
いつでもサバイバルの精神を忘れない。実は缶詰マニアで、オリジナル缶詰まで作る。
常に警戒を怠らない。
弟は空耳パロさん。パティとモグラーズVの友達。

クラッカーベビー
ピカちんワールドで誕生して育った赤ちゃん蛇。黒いニット帽を被っている。
クラッカーキッズ
中学生クラッカー
勉強をする中学生蛇。
トラウマウナギ
蛇ではなくウナギだった姿。
ウナギ目ウナギ科。性格は泣き虫。
一人称は「僕」、「自分」。浜名湖の名産である。母が缶詰となって死んだ。

ムッサ
声 - 田村睦心
第23話に登場。
性別「♂」
一人称は「俺」で語尾に「〜っす」を付ける。紙飛行機ランチャーのピラメキから生まれた飛ばし屋ムササビ。または時空を超えて未来から来た。
性格はポジティブ。
私服はパイロット服。
話を先に喋る。時間を飛ばす。
アポロー兄弟の親友。兄は空耳パロさん。エレボーとマイケルJの友達。
カメキチとは仲が悪くて暴れている。

グミィ
声 - 野中藍
第37話より登場。
性別「♀」
メーカーファミリーの妹。
グミグミメーカーのピラメキから生まれたグミタヌキ。
兄はパティ。

モグラーズV
第6話より登場。
性別「♂」
おしゃべりチューバーのピラメキから生まれた通信レンジャー。
私服はオーバーオール、眼鏡を着け、キャップをかぶっている。目の色は水色。
クラッカー大佐とアポロー兄弟の友達。パティの親友。
アチモグ
声 - 広橋涼
熱い性格。鳴き声は「アチ」「アチャ」「アチョ」。穴掘りが得意。番号は3。
シブモグ
声 - 田村睦心
サングラスを着けている。鳴き声は「フッ」「フン」。好きな飲み物は酒。番号は2。
ネムモグ
声 - 野中藍
寝坊助。鳴き声は「すぴー」。番号は4。
ワルモグ
声 - 高木礼子
イタズラや噂が好き。鳴き声は「にっひっひ」「いひ」。ジェームズをイタズラにする。番号は5。
アホモグ
声 - 堀江瞬
楽しい事が好き。鳴き声は「アホ」「アフォ」。番号は1。
パティと共に喋りながらCMナレーションを担当している。

エレボー
声 - 佐々木啓夫
第25話より登場。
性別「♂」
手回し発電機のピラメキから生まれたエレキナマズ。
呪文は「充電中」。
ジェームズの親友。ムッサとマイケルJの友達。愛称「エレボー君」。
私服は赤いはっぴと白いワイシャツに赤いネクタイ黒いズボン。
性格は二重人格。電気屋さんである。
手回し発電機で人間やピカちんロボ達を操る事ができる。手回し発電機を離れ、ピカちんロボが暴れてしまう。

エレ暴
カスタムをしたエレボー。力尽きたピカちんロボ達のおかげで電気が溜まりすぎ、サングラスをかけると性格が悪くなった。
第25話では電気を貯めすぎて爆発してしまった。
第26話では元に戻っていた。

#### ポチロー、ジェットウルフシリーズ
ポチローとジェットウルフの姿に似た「○○ポチロー」という名称の犬と狼のピカちんロボ。
ゴールデンポチロー
声 - 大塚芳忠
第13話より登場。
ゴールデンピカデミー賞から生まれた黄金のポチロー。
ゴールデンウィーク金曜日生まれ。
好きな食べ物は金平ごぼう、金目鯛、金平糖などで好きな花は金木犀、花言葉は謙虚。マリーゴールドなど金色に纏わるものを好む傾向がある。好きなペットはゴールデンレトリバー、ゴールデンハムスター、ゴールデンハニードワーフグラミー。
その他、運転免許証やクレジットカードなどもゴールドとなっている。
ブラックポチロー
ゴールデンポチローに水をかけ過ぎて金が剥がれた姿。
剥がれると、身も心もブラック（悪）になる。
最後は石鹸を食べて死亡した。
シルバージェットウルフ
銀色に染まったジェットウルフ。

#### ダークシリーズ
ダークポチロー
声 - 皆川純子
第25話より登場。
ドロメキから生まれたポチロー。
マントを身にまといハンマーを振り回すダークなポチロー。
弱点は水。
ダークジェームズ
声 - 高橋伸也
パズルにて登場。
ダークポチローの力を貸したジェームズ。
アニメでは第51話に登場。楽しみにしているサンタクロースを捕まえられてピカちんロボ達に退治されたり、サンタクロースを救出されてダークジェームズを逃した。
ダークモグラーズV
パズルにて登場。
ダークポチローの力を貸したモグラーズV。暴走族のような格好をしている。
ダークパティ
第43話に登場。
ダークポチローの力を貸したパティ。

#### パチシリーズ
最終話にて登場した偽物のロボット。
パチロー
ポチローの偽物。
パチー
パティの偽物。
パチ
アイの偽物。

### ピカちんロボS
ピカボ
声 - 諸星すみれ
第27話より登場。
性別「♂」
未来から来たギバくんの査定ロボット。
赤ちゃんのようだけど赤ちゃんではない。
その正体は他のピカちんロボたちが各々の能力を発揮し、ストーリーで活躍して（とどのつまり番組の視聴率に貢献して）いるかを査定するロボットであり、彼にマイナスの評価を下されるとその場面より物理的に消えていく。
特殊なキャラクターの性質上、メタ発言や風刺的な発言がかなり多く、あまりにも内容が過激な場合は強制的におしゃぶりを咥えさせられカットされている。
ポチローの親友。

トレジャーブウ
声 - 金光宣明
第28話より登場。
性別「♂」
誠実兄弟の弟。
おたから探知機のピラメキから生まれたおたからハンターブタ。
鋭い嗅覚で高級キノコのトリュフを見つけるのが得意。お宝を探し求めて探検しているが、結局トリュフばかり見つけてしまう。ただの高校生である。ピカボにお仕置きされる。
兄はシャーロック。

マイケルJ
声 - 保村真
第31話から登場。
性別「♂」
Jブラザーズの兄。
ウソ発見器のピラメキから生まれたウソ鑑定キツネ。
好きな食べ物は油揚げの山葵味。苦手な物は宇宙人。
古来より人を化かしてきたと言われる狐をモチーフにしたロボ。
ウソをつき続けてきたことにより他人のウソがすぐに見抜けるようになった。
弟はジェームズ。ムッサとエレボーの友達。

空耳パロさん
声 - 梅津秀行
第35話より登場。
性別「♂」
サプライズブラザーズの弟。
空耳ボイスチェンジャーのピラメキから生まれたモノマネオウム。
歌を歌うのが大好き。ドッキリも大好き。飛行能力のオウムなので空中を飛ぶ。
空中を飛ぶ練習やバラエティ番組の練習をしている。
マイクと看板の小物を持つ。合体してエイジに七色の声を使う。
兄はクラッカー大佐。
驚く時、気絶した時にシェーのポーズをしている。

ゴミバッコマン
声 - 高橋広樹
性別「♂」
クリーナーファミリーの次男。
ゴミ箱センサーのピラメキから生まれた蝙蝠。
ゴミを捨て、地球の平和を守る。
長男はデューク。カンクローの幼馴染。

アポロー兄弟
声 - 兄：吉野裕行 弟：広橋涼
性別「♂」
シャベクロウォッチのピラメキから生まれた兎の兄弟。
ムッサの親友。モグラーズVの友達。
ムッサの紙飛行機ランチャーで月 (浜松市)まで行く。

イカスP
声 - 田所陽向
性別「♂」
逆再生スパイパスのピラメキから生まれた烏賊。

キャプテン★プロポン
声 - 白石涼子
性別「♂」
ピカちんドローンの特訓を挑めたピカちんロボ。

### ピラメキーズ
遠松 エイジ（とおまつ エイジ）
「主人公」を参照。

鳴戸 レオ（なると レオ）
声 - 國立幸
第66話(#123)から登場。エイジの親友。頭を使わない熱血漢。猪突猛進な性格で攻撃重視の戦い方をする。よくアクシデントに遭遇する。彼は死んだ爺さんの教えを尊重しており、考えることを嫌う。エイジの隣町に住んでいるらしい。ベルに好意を寄せているが、まったく気づかれていない。

羽具村 ベル（はぐむら ベル）
声 - 洲崎綾
第67話(#124)から登場。唯一の女の子であり、レオとは違い頭脳派である。計画や作戦などを綿密に練り、効率を重視する慎重派。考えが閃いた時の口癖は「答え、出ちゃいました！」。実家は豪邸に住んでいる。レオと同様、エイジの隣町の住人らしい。

### バッジタワー
ロベルト・バッジ王
声 - 諏訪部順一
あらゆる人物や物体をバッジに変えてしまう能力を持った男性。モチーフはロベルト・バッジョ。その正体は元プロサッカー選手。最上階でのアルティメットキックベースにて、ピラメキーズの前に敗北。

### 研究所
ピラメキボイス
声 - 佐々木啓夫
配達員
エイジが「ピカちん大百科」をポチると、注文した「ピカちんキット」を瞬時に届けてくれる。届け終えると瞬時に消えていなくなる。
会長
声 - 中博史
エイジのことを研究所より見守っている。エイジの功績を称え、ゴールデンピカデミー賞として「ゴールデンポチロー」を与えた。
研究員
声 - 本島恭介
会長と研究所では働く研究員。

### サブキャラクター
レイちゃん
声 - 江口菜子
ギバくん
声 - 寿美菜子
第27話に登場。紫のボブカットだが、エイジと同じく頭頂部に金髪の癖っ毛があり、太い眉とタレがちな目つきはギバさんを彷彿とさせる。未来のある研究所の会長らしき人物に頼まれ、査定ロボット「ピカボ」をエイジのもとへ送り届ける。エイジの事を「お父さん」と呼び、初めてエイジと対峙した際は彼のドジっぷりを見て「僕は冷静な母に似たんだな」と嘆いていた。また母親のギバさんの声と微かに似ている。
ゆいちゃん
声 - 牧野由依
エイジたちとは違うクラスに在籍する少女。梅本潤の自宅の近所に住んでいる。大人しくシャイな性格。梅本を「ウメジュンお兄ちゃん」と呼び、アイドルである彼にあこがれている。
アラン・ドローン
声 - 間島淳司
第46話、第48話、第49に登場。
フランスから来たドローンチャンピオン。エイジの第二ライバル。
ドローン大戦でレースで勝ち止めている。
ギバちゃん
未来のギバくんの息子で、エイジとギバさんの孫。
最終話にて未来のひなちゃんをさらっていく。

### ゲームオリジナルキャラクター
ゲーム：『ピカちんキット ポチっとパズル』内のオリジナルキャラクター。
アニメ第57話にも出演している。
愛藤（あいとう）ロム
ゲーム内イベントにおいて、エイジのライバルキャラクターとして登場。
声 - 榎木淳弥
ハリメタル
声 - 二宮みのり
愛藤ロムの相棒ロボット。ハリネズミ型。
愛藤（あいとう）ラン
声 - 結崎有理
愛藤ロムの双子の妹。
クマロン
声 - 川部有紀
愛藤ランの相棒ロボット。クマ型。

### その他
ともだちロボ
声 - 新田早規
ポン田
声 - 相楽信頼
ビスティン・ジャーバー
声 - 吉野裕行
幽霊
声 - 鈴木絵理
性格は臆病。ひなちゃんとなっている。
ナレーション
声 - 吉野裕行
ゴミバッコマンリターンズのナレーションを務めた。

### おバカ発明集団・ピカちんズ
実写バラエティパートの登場人物。実写パート週替わり出演の女性助手は#各話リスト参照。しかし、8月4日の放送を最後に何の告知もなく姿を消してしまった。8月11日以降は女性助手がひなのちゃん（石上ひなの）に固定されている。スタッフは助手の助手扱い。
ピカちん博士
演 - 永野宗典（ヨーロッパ企画）
ジミーくん
演 - 酒井善史（ヨーロッパ企画）
博士のピラメキに振り回されることも多いが、自身もそれを発展させるピラメキをすることもある。
カイト博士
演 - 中村嘉惟人
「天才ですから」が決めポーズの若手博士。ピカちん博士のライバル。
ひなのちゃん
演 - 石上ひなの
「天才ですから」が決めポーズの若手助手。他の女性助手たちと違いカイト博士の助手を名乗る。
マジ子ちゃん
演 - 森高愛
冷静沈着なツッコミ役。出演は初回から不定期。
アゲ子ちゃん
演 - 溝口恵
助手の中では一番運動神経が高い。
ギャル子ちゃん
演 - 遠山茜子
型破りな実験を繰り返す博士やジミーに、型破りな言動で返す、発明初心者のギャル。

## 用語
ピカちん大百科
エイジの元に突然現れたピカちんワールドの謎の本型アイテム。
ピカちんキットを組み立てるための七つ道具（タッチゲートニッパー、三角定規、ピンセット、レンチ、セパレーター等）、キットの設計図を保管するためのファイル、ピカちんキットのカタログなどが組み合わされている。
カタログに表示されているピカちんキットまたはピカちんロボを「ポチる」（注文する）ことによって、そのキットまたはロボは「未来のAmazon」を通じて瞬時に自宅へと配達される（箱の形は現実のAmazonを再現している）。
キラメキ大百科
ウメジュンのピカちん大百科。
ピカちんヘアー
エイジとウメジュンの髪に黄色いはてなが付いている。

### ピカちんロボ一家
クリーナーファミリー
ゴミバッコマンとデュークのチーム名である。
Jブラザーズ
マイケルJとジェームズのコンビ名である。
サプライズブラザーズ
クラッカー大佐と空耳パロさんのコンビ名である。
メーカーファミリー
パティとグミィのチーム名である。
誠実兄弟
シャーロックとトレジャーブウのコンビ名である。

## 主題歌
オープニングテーマ
「ピカ☆ちんタイム」（第1話 - 第65話）
作詞・作曲・編曲 - 山下和彰 / 歌-はじめあきらとつくもちゃん
アニメパートのオープニングや実写パートのエンディングで使用（オープニングは歌詞テロップ付、エンディングは歌詞テロップ無）。
2クール目ではジェームズとパティ以外のピカちんロボ達、ギバさん、ウメジュンの出番が加わった。3クール目ではピカボ、ピカちんロボS達の出番が加わった。
「bring back」（第66話 - 第115話）
歌- lol / 作詞・作曲・編曲 - BACK-ON
エンディングテーマ
「ピカ☆ちんタイム」（第1話 - 第13話、第66話 - 第115話）
作詞・作曲・編曲 - 山下和彰 / 歌-はじめあきらとつくもちゃん
「ドラセナ」（第14話 - 第65話）
作詞・作曲 - aio / 編曲 - aio×hiroo / 歌 - 大塚愛
27話より映像が一部変更された。DVD版のみ1話から使用。
挿入歌
「No.1」（第14話、第49話、第110話）
作詞・作曲・編曲 - 福岡良太 / 歌 - 梅本潤（花江夏樹）
エイジ達のキャラクターソング。

## スタッフ

### アニメパート
- 原案 - バンダイ→BANDAI SPIRITS
- 企画 - 川崎由紀夫、梶原清文、桃井信彦→金木勲、奥野敏聡、梅澤道彦
- スーパーバイザー - 廣部琢之、今井陽介、藤原孝史→大矢陽介、古市直彦、山田俊秀
- クリエイティブプロデューサー - 松井弘樹
- プロデューサー - 紅谷佳和、武田陽佑
- プログラムマネージャー - 丸茂礼、宮崎和寛（途中から）
- シリーズ構成 - 加藤陽一
- キャラクターデザイン - 小池智史、荒牧園美
- 美術監督 - 松本浩樹、小山紗智子（途中から）
- 色彩設計 - 小林美穂
- 撮影監督 - 長野慎一郎
- 編集 - 新居和弘
- 音響監督 - 菊田浩巳
- 音楽 - 朝倉紀行
- 音楽協力 - エイベックス・エンタテインメント、テレビ東京ミュージック
- 音楽制作 - Banana JAM
- アニメーションプロデューサー - 小板橋司、永田雄一→早船健一郎
- 制作プロデューサー - 伊東信太郎、秋山貴都、松友武志→小川昌矩
- 監督 - 木村隆一
- 美術設定 - 小山真由子
- 美術ボード - 平間由香
- 効果 - 北方将実
- 番組宣伝 - 波多野友梨（1話 - 26話）→金珠愛（27話 - 51話）→結城慶（52話 -115話）（テレビ東京）
- 制作デスク - 藤原和博
- 設定制作 - 斉藤広行
- ピラメキアドバイザー - 学研
- アニメーション制作 - OLM×シンエイ動画
- アニメーション制作協力 - シナジーSP
- 製作 - テレビ東京、電通、OLM、シンエイ動画

### バラエティパート
- 演出 - Amazon
- ディレクター - 小川直哉、大出茉莉→西島一石、澤田拓
- 企画構成 - ヨーロッパ企画
- 制作 - Guns Rock→アニキ

## 各話リスト
エピソードリスト内のアニメパートのサブタイトルは2本立ての場合に限り上段が1話目、下段が2話目となっている。
| 放送回             | サブタイトル                                                                   | 脚本                  | 絵コンテ          | 演出            | 作画監督                                                               | 放送日 （TXN） |
| ------------------ | ------------------------------------------------------------------------------ | --------------------- | ----------------- | --------------- | ---------------------------------------------------------------------- | -------------- |
| 第1話 (#1-2)       | ピカち〜ん!ピラめいた!カンニングラス                                           | 加藤陽一              | 木村隆一          | 木村隆一        | 小池智史                                                               | 2018年 1月6日  |
| 第2話 (#3-4)       | スパイフクロウのジェームズ消えたポチロー                                       | 加藤陽一              | 西田健一          | 西田健一        | 堀江佑                                                                 | 1月13日        |
| 第3話 (#5-6)       | ふりかけメーカーギバさん襲来!                                                  | 加藤陽一 永野たかひろ | 杉山正樹          | 藤井康晶        | 大豆一博                                                               | 1月20日        |
| 第4話 (#7-8)       | グルメタヌキのパティあたるが当たるヒミツ!                                      | 永野たかひろ          | 奥村よしあき      | 鈴木孝聡        | 渡辺まゆみ 大川美穂子                                                  | 1月27日        |
| 第5話 (#9-10)      | おしゃべりチューバーエイジ、鬼になる!                                          | 富永淳一              | 茉田哲明          | 茉田哲明        | 川重希                                                                 | 2月3日         |
| 第6話 (#11-12)     | モグラーズV（ファイブ）ピラメキ♥️チョコ教室                                    | 富永淳一              | 杉山正樹          | 藤井康晶        | 大豆一博                                                               | 2月10日        |
| 第7話 (#13-14)     | ケシカスイーパー10ダンボール自販機をつくろう!                                  | 市川十億衛門          | 西田健一          | 西田健一        | 堀江佑                                                                 | 2月17日        |
| 第8話 (#15-16)     | お掃除カラスのデュークギバさんのシークレット誕生会                             | 市川十億衛門          | 杉山正樹          | 関田修          | 小橋弘侑                                                               | 2月24日        |
| 第9話 (#17-18)     | オレだけロックロックロック!なんでもロック!                                     | 加藤陽一              | 戸部敦夫          | 鈴木孝聡        | 渡辺まゆみ                                                             | 3月3日         |
| 第10話 (#19-20)    | 迷探偵アルマジロのシャーロックヒミツの探偵手帳!                                | 加藤陽一 永野たかひろ | 茉田哲明          | 茉田哲明        | 川重希                                                                 | 3月10日        |
| 第11話 (#21-22)    | ゼロゼロマーカートリックパジャマで朝寝坊                                       | 富永淳一              | 高柳哲司          | 藤井康晶        | 陳達理 大豆一博                                                        | 3月17日        |
| 第12話 (#23-24)    | キャッツエージェントアイシールでドッキリ大作戦!                                | 富永淳一              | 杉山正樹          | 関田修          | 渡辺まゆみ 今野幸一 小橋弘侑                                           | 3月24日        |
| 第13話 (#25)       | ゴールデンポチロー見参!                                                        | 加藤陽一              | 寺本幸代          | 五月女有作      | 堀江佑                                                                 | 3月31日        |
| 第14話 (#26)       | 転校生はキラメキアイドル!                                                      | 加藤陽一              | 木村隆一          | 鈴木孝聡        | 渡辺まゆみ 大川美穂子 小橋弘侑                                         | 4月7日         |
| 第15話 (#27-28)    | ティッシュ箱カメラ男と男の消しゴムバトル                                       | 永野たかひろ          | 西田健一          | 西田健一        | 川重希                                                                 | 4月14日        |
| 第16話 (#29)       | 炎上カメレオンのカメキチ                                                       | 永野たかひろ          | 上原秀明          | 上原秀明        | 武口憲司                                                               | 4月21日        |
| 第17話 (#30)       | ゴールデンウィーク! ピカちんキット大集合!                                      | 市川十億衛門          | 茉田哲明          | 茉田哲明        | 堀江佑                                                                 | 4月28日        |
| 第18話 (#31-32)    | エア臭ターエイジ救出大作戦                                                     | 市川十億衛門          | 藤井康晶          | 藤井康晶        | 大豆一博 陳達理                                                        | 5月5日         |
| 第19話 (#33-34)    | 爆風スカンクのカンクロー驚き!おどろきバーガー                                  | 市川十億衛門          | 鈴木孝聡          | 鈴木孝聡        | 今野幸一 渡辺まゆみ                                                    | 5月12日        |
| 第20話 (#35-36)    | びっくりカンカンドキ!恋の潮干狩りバトル                                        | 富永淳一              | 西田健一          | 西田健一        | 川重希                                                                 | 5月19日        |
| 第21話 (#37-38)    | スネークのクラッカー大佐ヒミツの缶詰サバイバル                                 | 富永淳一              | 戸部敦夫          | 関田修          | 角谷知美 渡辺まゆみ 松本淑恵 大川美穂子                                | 5月26日        |
| 第22話 (#39-40)    | 紙飛行機ランチャーウルフVSポチロー エアレース決戦!                             | 永野たかひろ          | 茉田哲明          | 茉田哲明        | 宮本美智子 堀江佑                                                      | 6月2日         |
| 第23話 (#41-42)    | 飛ばし屋ムササビのムッサポチロー、嫁をもらう                                   | 永野たかひろ          | 藤井康晶          | 藤井康晶        | 大豆一博 陳達理                                                        | 6月9日         |
| 第24話 (#43-44)    | 手回し発電機電卓覇王伝説                                                       | 永野たかひろ          | 鈴木孝聡          | 鈴木孝聡        | 武口憲司 渡辺まゆみ                                                    | 6月16日        |
| 第25話 (#45-46)    | エレキナマズのエレボーダークポチローあらわる                                   | 永野たかひろ          | 西田健一          | 西田健一        | 川江希                                                                 | 6月23日        |
| 第26話 (#47)       | ピカちんロボを追え!                                                            | 富永淳一              | 戸部敦夫          | 関田修 鈴木孝聡 | 今野幸一 大川美穂子                                                    | 6月30日        |
| 第27話 (#48-49)    | おたから探知機ガッシャこーい!ピカボでしゅ!!                                    | 加藤陽一              | 西田健一          | 茉田哲明        | 宮本美智子                                                             | 7月7日         |
| 第28話 (#50-51)    | おたからハンタートレジャーブウギバさんのヒミツ                                 | 加藤陽一              | 藤井康晶          | 藤井康晶        | 大豆一博 陳達理                                                        | 7月14日        |
| 第29話 (#52-53)    | ウメジュンのオレだけロックポチロー、ウメジュンのバディになる                   | 市川十億衛門          | 鈴木孝聡          | 鈴木孝聡        | 角谷知美 渡辺まゆみ 成田美枝子 佐久間康子 小橋弘侑                     | 7月21日        |
| 第30話 (#54-55)    | ウソ発見器エージェント・エイジ2                                                | 市川十億衛門          | 西田健一          | 西田健一        | 川重希                                                                 | 7月28日        |
| 第31話 (#56-57)    | ウソ鑑定キツネのマイケルJピカちんキットできもだめし!                           | 市川十億衛門          | 戸部敦夫          | 藤本義孝        | 吉田肇 今野幸一                                                        | 8月4日         |
| 第32話 (#58-59)    | ダークポチローリターンズ男と男のだがし屋バトル                                 | 富永淳一              | 茉田哲明          | 茉田哲明        | 宮本美智子 堀江佑                                                      | 8月11日        |
| 第33話 (#60-61)    | 真夏の冒険王エイジゴールデンピカデミー賞をねらえ！                             | 富永淳一              | 藤井康晶          | 藤井康晶        | 大豆一博 陳達理                                                        | 8月18日        |
| 第34話 (#62-63)    | 空耳ボイスチェンジャーカサ王、来日!                                            | 永野たかひろ          | イムガヒ          | 鈴木孝聡        | 大川美穂子 渡辺まゆみ 松本淑惠                                         | 8月25日        |
| 第35話 (#64-65)    | モノマネオウムの空耳パロさん宿題ロボロボ大作戦!                                | 永野たかひろ          | 西田健一          | 西田健一        | 川重希                                                                 | 9月1日         |
| 第36話 (#66-67)    | グミグミメーカー本当のピラメキ                                                 | 加藤陽一              | 戸部敦夫          | 藤本義孝        | 今野幸一 角谷知美                                                      | 9月8日         |
| 第37話 (#68-69)    | グミタヌキのグミィポテポテポテチ                                               | 加藤陽一              | 茉田哲明          | 茉田哲明        | 堀江佑                                                                 | 9月15日        |
| 第38話 (#70-71)    | ウメジュンのおたから探知機ピカボの中間査定でしゅ                               | 市川十億衛門          | 藤井康晶          | 藤井康晶        | 大豆一博 陳達理                                                        | 9月22日        |
| 第39話 (#72-73)    | ゴミ箱センサーこだわり宇宙戦争！                                               | 永野たかひろ          | 杉島邦久          | 鈴木孝聡        | 大川美穂子 松本淑恵 渡辺まゆみ                                         | 9月29日        |
| 第40話 (#74-75)    | ヒーローコウモリのゴミバッコマンゴミバッコマン・リターンズ                     | 永野たかひろ          | 西田健一          | 西田健一        | 川重希                                                                 | 10月6日        |
| 第41話 (#76-77)    | シャベクロウォッチなんでもカット！カット！                                     | 富永淳一              | 戸部敦夫          | 藤本義孝        | 今野幸一 成田美枝子 吉田肇                                             | 10月13日       |
| 第42話 (#78-79)    | アポロー兄弟、月へ行く盗まれたピカちん大百科                                   | 富永淳一              | 茉田哲明          | 茉田哲明        | 堀江佑 川重希 宮本美智子                                               | 10月20日       |
| 第43話 (#80-81)    | ピラメキハロウィン真夜中のピカちんプロレス！第1戦                              | 加藤陽一              | 藤井康晶          | 藤井康晶        | 大豆一博 陳達理                                                        | 10月27日       |
| 第44話 (#82-83)    | 逆再生スパイパス真夜中のピカちんプロレス！第2戦                                | 永野たかひろ          | 杉島邦久          | 鈴木孝聡        | 大川美穂子 渡辺まゆみ 松本淑惠 角谷知美                                | 11月3日        |
| 第45話 (#84-85)    | 当たり目イカのイカスPピカボのゲーム査定でしゅ                                  | 永野たかひろ          | 西田健一          | 西田健一        | 川重希                                                                 | 11月10日       |
| 第46話 (#86)       | 超ピラメキ！ピカちんドローン‼                                                  | 加藤陽一              | 戸部敦夫          | 関田修          | 今野幸一 吉田肇                                                        | 11月17日       |
| 第47話 (#87)       | 超特訓！ピカちんドローン‼                                                      | 加藤陽一              | 茉田哲明          | 茉田哲明        | 古沢英明 野村美妃                                                      | 11月24日       |
| 第48話 (#88-89)    | 超対決！ピカちんドローン!!忍者ポッチリさん                                     | 富永淳一              | 陳達理            | 寒竹清隆        | 大豆一博 陳達理                                                        | 12月1日        |
| 第49話 (#90-91)    | 超決戦！ピカちんドローン!!ウメジュン、口パク大作戦                             | 市川十億衛門          | 杉島邦久          | 古賀一臣        | 宮本美智子                                                             | 12月8日        |
| 第50話 (#92-93)    | カスタムスーパードクターP遠松ピカちんドローンカンパニー                        | 永野たかひろ          | 西田健一          | 西田健一        | 川重希                                                                 | 12月15日       |
| 第51話 (#94)       | サンタ目撃大作戦！                                                             | 加藤陽一              | イムガヒ          | 鈴木孝聡        | 今野幸一 吉田肇 成田美枝子                                             | 12月22日       |
| 第52話 (#95-96)    | ゲーム貯金箱お正月だよ！ピカちんすごろく                                       | 市川十億衛門          | 茉田哲明          | 茉田哲明        | 堀江佑                                                                 | 2019年 1月5日  |
| 第53話 (#97-98)    | ピカちんキット3番勝負！エイジVSカスタム四天王                                  | 市川十億衛門          | 杉島邦久          | 平田政宗        | 大豆一博 陳達理                                                        | 1月12日        |
| 第54話 (#99-100)   | ポチっと解決！ピカちん警察24時パチっとお目覚め！発明クイズ                     | 市川十億衛門          | 古賀一臣          | 古賀一臣        | 宮本美智子                                                             | 1月19日        |
| 第55話 (#101-102)  | ドキドキ！ふりかけルーレットポチロー、頭をなくす                               | 富永淳一              | 西田健一          | 西田健一        | 川重希                                                                 | 1月26日        |
| 第56話 (#103-104)  | さらばエイジパティ、夢のショッピング                                           | 富永淳一              | 戸部敦夫          | 鈴木孝聡        | 今野幸一 吉田肇 成田美枝子                                             | 2月2日         |
| 第57話 (#105-106)  | プログラミング大作戦！ピカちんロボ連盟に入りたい                               | 永野たかひろ          | 茉田哲明          | 茉田哲明        | 堀江佑                                                                 | 2月9日         |
| 第58話 (#107-108)  | スパイエイジ大作戦パチっとお目覚め！発明クイズ 第2問                           | 市川十億衛門          | 杉島邦久          | 平田政宗        | 大豆一博 陳達理                                                        | 2月16日        |
| 第59話 (#109-110)  | 眠れる森のひなちゃんかまピカちんの夜                                           | 富永淳一              | 古賀一臣          | 古賀一臣        | 宮本美智子                                                             | 2月23日        |
| 第60話 (#111-112)  | エイジのピカちん告白大作戦！ピカちんロボ ピラめこうの会                        | 永野たかひろ          | 西田健一          | 西田健一        | 川重希                                                                 | 3月2日         |
| 第61話 (#113-114)  | 結晶をつくろう！ピカちんロボの日常                                             | 市川十億衛門          | 戸部敦夫          | 鈴木孝聡        | 今野幸一 吉田肇                                                        | 3月9日         |
| 第62話 (#115-116)  | エイジ・イン・ブラックパチっとお目覚め！発明クイズ 第3問                       | 富永淳一              | 杉島邦久          | 茉田哲明        | 堀江佑                                                                 | 3月16日        |
| 第63話 (#117-118)  | エイジ、ピラめかなくなる！あたるのあてまくり狂想曲                             | 市川十億衛門          | 杉島邦久          | 平田政宗        | 大豆一博 陳達理                                                        | 3月23日        |
| 第64話 (#119-120)  | ピカちんロボ クラス入れ替え戦！パチっとお目覚め！発明クイズ 第4問              | 永野たかひろ          | 古賀一臣          | 古賀一臣        | 宮本美智子                                                             | 3月30日        |
| 第65話 (#121-122)  | ハロ 大地に立つエイジのツバメ                                                  | 富永淳一              | 寺本幸代          | 寺本幸代        | 川重希                                                                 | 4月6日         |
| 第66話 (#123)      | ピカちんトリガー起動！                                                         | 加藤陽一              | 木村隆一          | 藤井康晶        | 渡辺まゆみ 小和田良博 楡木哲郎 元廣和恵                                | 4月13日        |
| 第67話 (#124-125)  | 開幕！ エアライドシューターバトル！まぜまぜミキサー                            | 加藤陽一              | 戸部敦夫          | 鈴木孝聡        | 今野幸一 吉田肇 成田美枝子                                             | 4月20日        |
| 第68話 (#126-127)  | ベルのピラメキ！トリガー合体！まぜまぜミキサー                                 | 加藤陽一              | 茉田哲明          | 茉田哲明        | 堀江佑                                                                 | 4月27日        |
| 第69話 (#128-129)  | 戦いは雲の上！スカイランド航空！筆まめ男子！エイジ！                           | 鴻野貴光              | 杉島邦久          | 平田政宗        | 大豆一博 陳達理                                                        | 5月4日         |
| 第70話 (#130-131)  | 覚醒！ピラめかない男！ウエハース マイハウス                                    | 永野たかひろ          | 西田健一          | 中西基樹        | 宮本美智子                                                             | 5月11日        |
| 第71話 (#132-133)  | 空飛ぶニンジャ3人衆！恐怖のお化け美術館                                        | 富永淳一              | 藤井康晶          | 斉藤秀二        | 今野幸一 吉田肇 槙田一章 萩原しょう子 小和田良博                       | 5月18日        |
| 第72話 (#134-135)  | 猛攻！エアホーネットチーム！パチっとお目覚め！発明クイズ 第5問                 | 市川十億衛門          | 西田健一          | 西田健一        | 川重希                                                                 | 5月25日        |
| 第73話 (#136-137)  | 決勝！ライト兄弟あらわる！あいあい傘大作戦                                     | 市川十億衛門          | 大嶋博之          | 鈴木孝聡        | 今野幸一 吉田肇 成田美枝子 佐久間康子                                  | 6月1日         |
| 第74話 (#138)      | 決着！ライト兄弟‼                                                              | 市川十億衛門          | 茉田哲明          | 茉田哲明        | 堀江佑 川重希                                                          | 6月8日         |
| 第75話 (#139-140)  | 開幕！ロケットホイールシューターバトル！オレだけチューンズ                     | 加藤陽一              | 馬引圭 藤井康晶   | 平田政宗        | 大豆一博 陳達理                                                        | 6月15日        |
| 第76話 (#141-142)  | ガッツンガッツンな男のロマンマンティック売ってあげるよ                         | 永野たかひろ          | 西田健一          | 中西基樹        | 宮本美智子                                                             | 6月22日        |
| 第77話 (#143-144)  | 駆け抜けろ！イリュージョンバイク！眠気を吹き飛ばせ！                           | 鴻野貴光              | 藤井康晶          | 斉藤秀二        | 今野幸一 渡辺まゆみ 島崎知美 佐久間康子 吉田肇 小和田良博              | 6月29日        |
| 第78話 (#145-146)  | 氷上決戦！ホイールでカーリング!?怪盗ポチロー                                   | 富永淳一              | 西田健一          | 西田健一        | 川重希                                                                 | 7月6日         |
| 第79話 (#147-148)  | 決勝戦！伝説のガンマン!!エイジのバスレク大作戦                                 | 永野たかひろ          | 杉島邦久          | 鈴木孝聡        | 今野幸一 吉田肇 ろばとでにろう 佐久間康子                              | 7月13日        |
| 第80話 (#149-150)  | 解放！レベル3バッジ!!ピクニックでカスタムおにぎり!?                            | 永野たかひろ          | 戸部敦夫          | 茉田哲明        | 堀江佑                                                                 | 7月20日        |
| 第81話 (#151)      | 最強水鉄砲! ウォーターカスタムシューター                                       | 加藤陽一              | 藤井康晶          | 平田政宗        | 大豆一博 陳達理                                                        | 7月27日        |
| 第82話 (#152-153)  | 緊急事態！奪われたピラメキネジはどこだ？                                       | 鴻野貴光              | 西田健一          | 中西基樹        | 宮本美智子                                                             | 8月3日         |
| 第83話 (#154-155)  | 未知なる敵、バッグマン！ヒミツロックドライバー                                 | 市川十億衛門          | 羽鳥潤            | 斉藤秀二        | 吉田肇 今野幸一 渡辺まゆみ 小和田良博                                  | 8月10日        |
| 第84話 (#156-157)  | バッグマン、地球襲来！ヒミツネジボックス！                                     | 富永淳一              | 西田健一          | 西田健一        | 川重希                                                                 | 8月17日        |
| 第85話 (#158-159)  | 最終決戦！キングバッグマン！ペットボトル温度計をつくろう！                     | 鴻野貴光              | 戸部敦夫          | 鈴木孝聡        | 今野幸一 ろばとでにろう 島崎知美                                       | 8月24日        |
| 第86話 (#160-161)  | 決着！キングバッグマン！氷を作れ！                                             | 鴻野貴光              | 茉田哲明          | 茉田哲明        | 堀江佑                                                                 | 8月31日        |
| 第87話 (#162)      | 禁断のピカちんキット ノットリガー                                              | 加藤陽一              | 藤井康晶          | 平田政宗        | 大豆一博 陳達理                                                        | 9月7日         |
| 第88話 (#163-164)  | のっとられたアイドル！ピカボの穴！                                             | 永野たかひろ          | 西田健一          | 中西基樹        | 宮本美智子                                                             | 9月14日        |
| 第89話 (#165-166)  | ピカちんロボの反逆！ベイビー誕生！                                             | 永野たかひろ          | イムガヒ          | 斉藤秀二        | 吉田肇 島崎知美 今野幸一 小和田良博                                    | 9月21日        |
| 第90話 (#167-168)  | 禁断のイタズラパチっとお目覚め発明クイズ 第6問                                 | 市川十億衛門          | 西田健一          | 西田健一        | 瀧澤栞夕                                                               | 9月28日        |
| 第91話 (#169-170)  | ビクトリーバッジを取り戻せ！ポチローでレッツくんせい                           | 富永淳一              | 羽鳥潤            | 鈴木孝聡        | 今野幸一 ろばとでにろう                                                | 10月5日        |
| 第92話 (#171-172)  | 爆誕！完全体ノットリガーまぜまぜ！グルメふりかけ                               | 鴻野貴光              | 戸部敦夫          | 茉田哲明        | 渡辺まゆみ 島崎知美                                                    | 10月12日       |
| 第93話 (#173-174)  | ノットリガーのピカロボ入団テスト外伝 西川のっとりお物語                        | 市川十億衛門          | 平田政宗          | 平田政宗        | 大豆一博 陳達理                                                        | 10月19日       |
| 第94話 (#175-176)  | のっとられたゼロゼロマーカー鼻毛カット大作戦                                   | 富永淳一              | 藤井康晶          | 倉富康平        | 榎本勝紀                                                               | 10月26日       |
| 第95話 (#177-178)  | ゼロゼロエイジ 〜ゴールデントリガーを持つ男〜5才児襲来！ベビーシッターバトル！ | 富永淳一              | 西田健一          | 中西基樹        | 吉中奈緒                                                               | 11月2日        |
| 第96話 (#179-180)  | 未来のピカちんキットポチロー、ネコになる                                       | 永野たかひろ          | 木村隆一          | 斉藤秀二        | 今野幸一 吉田肇 小和田良博                                             | 11月9日        |
| 第97話 (#180-181)  | 釣り上げろ！ドローンフィッシング！留守を守れ！ポチローアローン                 | 鴻野貴光              | 西田健一          | 西田健一        | 渡辺まゆみ 島崎知美                                                    | 11月16日       |
| 第98話 (#182)      | ノリノリDJ！ピカちんバッジをリミックス！                                       | 加藤陽一              | 藤井康晶          | 鈴木孝聡        | 今野幸一 ろばとでにろう 久保川美明 甲藤円                              | 11月23日       |
| 第99話 (#183-184)  | のぼれ！バッジタワー謎のメッセージカード                                       | 永野たかひろ          | 平田政宗          | 平田政宗        | 大豆一博 陳達理                                                        | 11月30日       |
| 第100話 (#185-186) | 第二の四天王！その名はバッジマン書きそんジローを探せ                           | 鴻野貴光              | 西田健一 小高義規 | 中西基樹        | 吉中奈緒                                                               | 12月7日        |
| 第101話 (#187-188) | 必殺！ポチピカべロス！踊って育てろ！フラワーリミックス                         | 鴻野貴光              | 杉島邦久          | 斉藤秀二        | 吉田肇 久保川美明 今野幸一 小和田良博                                  | 12月14日       |
| 第102話 (#189-190) | 音速のアイドル！近藤バッジででこい♪トナカイ                                    | 市川十億衛門          | 戸部敦夫          | 山口美浩        | 島崎知美 久保川美明 船塚純子 甲藤円                                    | 12月21日       |
| 第103話 (#190-191) | バッジ王のマル秘計画タッグ結成!?ベルとギバさん                                 | 市川十億衛門          | 西田健一          | 西田健一        | 平林孝 大塚多恵子 渡部まゆみ                                           | 12月28日       |
| 第104話 (#192-193) | 最後の四天王！女王バッジピカちんキットでタピオカを                             | 富永淳一              | 藤井康晶          | 鈴木孝聡        | 今野幸一 久保川美明 ろばとでにろう                                     | 2020年 1月11日 |
| 第105話 (#194-195) | 天空の決戦！いざ最上階へナゾのターゲット                                       | 富永淳一              | 平田政宗          | 平田政宗        | 大豆一博 小竹由莉                                                      | 1月18日        |
| 第106話 (#196)     | 地球を救え!!最後のバッジバトル！                                               | 永野たかひろ          | 西田健一          | 中西基樹        | 宮本美智子                                                             | 1月25日        |
| 第107話 (#197-198) | ラブストーリーはピカちんに！ 前編節分！オニオニパニック                        | 鴻野貴光              | 杉島邦久          | 斉藤秀二        | 小和田良博 久保川美明 吉田肇                                           | 2月1日         |
| 第108話 (#199-200) | ラブストーリーはピカちんに！ 後編ピカちん雪合戦                                | 鴻野貴光              | 戸部敦夫          | 山口美浩        | 今野幸一 久保川美明 船塚純子 高橋渚 甲藤円                             | 2月8日         |
| 第109話 (#201-202) | ハッピーキットを開発せよ！インフルエンザなんて怖くない！                       | 鴻野貴光              | 西田健一          | 西田健一        | 大豆一博 大塚多恵子 野村美妃 堀江佑 川思希 宮本美智子                  | 2月15日        |
| 第110話 (#203-204) | お江戸の発明家でござるウメジュンのエコーマイク                                 | 永野たかひろ          | 藤井康晶          | 鈴木孝聡        | 今野幸一 ろばとでにろう 久保川美明                                     | 2月22日        |
| 第111話 (#205-206) | ノリノリ！リミックス対決エイジのふえーるグラス                                 | 富永淳一              | 平田政宗          | 平田政宗        | 大豆一博 小竹由莉                                                      | 2月29日        |
| 第112話 (#207-208) | 父を超えろ！レオのピラメキ親子バトルエイジとピカちんズ                         | 市川十億衛門          | 西田健一          | 中西基樹        | 宮本美智子 堀江佑 川重希                                               | 3月7日         |
| 第113話 (#209-210) | あたらしいホワイトデーをピラめいた！結成！ピカチンジャーズ                     | 永野たかひろ          | 戸部敦夫          | 斉藤秀二        | 久保川美明 小和田良博 今野幸一 横田一章 森亜紀子 吉田肇 らばとでにろう | 3月14日        |
| 第114話 (#211-212) | ピラメキのスタートラインピラメキ改造プラモコンテスト                           | 鴻野貴光              | カトキハジメ      | 西田健一        | 川重希 堀江佑                                                          | 3月21日        |
| 第115話 (#213)     | はじめてのピラメキ                                                             | 加藤陽一              | 木村隆一          | 鈴木孝聡        | 小池智史 久保川美明 今野幸一 甲藤円                                    | 3月28日        |

## 放送局
| 放送期間                                                                                               | 放送時間           | 放送局             | 対象地域       | 備考            |
| --- | ------------------ | ------------------ | -------------- | --------------- |
| 2018年1月6日 - 2020年3月28日                                                                           | 土曜 9:30 - 10:00  | テレビ東京         | 関東広域圏     | 製作局          |
| |                    | テレビ北海道       | 北海道         |                 |
| |                    | テレビ愛知         | 愛知県         |                 |
| |                    | テレビ大阪         | 大阪府         |                 |
| |                    | テレビせとうち     | 岡山県・香川県 |                 |
| |                    | テレQ              | 福岡県         |                 |
| 2018年1月10日 - 2020年4月1日                                                                           | 水曜 17:00 - 17:29 | BSテレ東           | 日本全域       | BS/BS4K放送     |
| 2018年4月7日 - 2020年6月27日                                                                           | 土曜 11:30 - 12:00 | キッズステーション | 日本全域       | CS放送          |
| 2018年5月5日 - 2020年5月30日                                                                           | 土曜 5:00 - 5:30   | 東北放送           | 宮城県         | [ 12 ]          |
| 2019年5月12日 - 2020年5月31日                                                                          | 日曜 5:30 - 6:00   | テレビ静岡         | 静岡県         | [ 13 ] [ 注 5 ] |
| テレビ東京系列（BSも含む）とキッズステーションでは字幕放送を実施。BSテレ東4Kではアップコンバート放送。 |                    |                    |                |                 |

| 配信期間       | 配信時間       | 配信サイト | 備考            |
| -------------- | -------------- | ---------- | --------------- |
| 2018年1月6日 - | 土曜 10:00更新 | あにてれ   | 最新話1週間無料 |

## DVD
| 巻 | 発売日         | 収録話         | 規格品番   |
| -- | -------------- | -------------- | ---------- |
| 1  | 2018年12月21日 | 第1話 - 第20話 | ZMBZ-12801 |

## ピカっと解決 ピカちんハンター
『ピカっと解決 ピカちんハンター』（ピカっとかいけつ ピカちんハンター、PIKACHIN-HUNTER）は2017年10月7日から12月23日までテレビ東京系列にて土曜 9:30 - 10:00(JST)より放送されていたバラエティ番組。BSジャパンを除くテレビ東京系における子供向けバラエティ番組は2009年4月から2015年9月にかけて放送した『ピラメキーノ』以来2年振りとなる。

### スタッフ（ピカちんハンター）
- ナレーター：小松里歌
- 構成：鈴木三世
- カメラ：小野寺康敏
- 音声：松橋利行
- 編集：村田清和
- MA：坪井翔太
- 音効：佐藤卓嗣
- TK：山口佳奈絵
- 美術デザイン：本橋智子
- 美術進行：高橋昭三
- 大道具：冨田泰史
- 小道具：山下正美
- 衣装：富村亜希子
- ロボット制作：仙田拓也
- 電飾：松村真一
- アクリル装飾：是安弘樹
- モニター：林尚宏
- メイク：米田萌
- 番組宣伝：波多野友梨（テレビ東京）
- プランニングマネージャー：丸茂礼・裴容完（共にテレビ東京）
- デスク：改發みなみ（テレビ東京）
- AD：田中美優、佐々木織恵、大久保薫子
- AP：森川千里
- ディレクター：一楽千恵、新目美菜海、松本好恵、佐川直也、川島佳子
- 演出：山井貴超
- 制作プロデューサー：伊藤隆行・角田康治（共にテレビ東京）、中附智貴、今泉昌子
- プロデューサー：紅谷佳和（テレビ東京）、中村昌哉
- 技術協力：極東電視台、エスユー
- 美術協力：テレビ東京アート
- 製作：テレビ東京、極東電視台

### 放送リスト
| 回 | 放送日        | ピカちんマジック                               | ピカちんチャレンジ                                | ピカちん調査ロボ                     | ピカちんミキサー                                    | ピカちんアート                   | ピカちんタマゴ                       | 摩訶不思議 ピカちん大発明          | ピカちん工作                 |
| -- | ------------- | ---------------------------------------------- | ------------------------------------------------- | ------------------------------------ | --------------------------------------------------- | -------------------------------- | ------------------------------------ | ---------------------------------- | ---------------------------- |
| 1  | 2017年10月7日 | にんじんロケットを作ろう！                     | 巨大風船を体につければ、高跳びは高く跳べるの？    |                                      |                                                     | 液体アートで海の中を作ろう！     | これって何に使う道具？               | 紙で野菜を切れるってホント？       | 手作りハンドスピナー         |
| 2  | 10月14日      | コップを逆さにしても水がこぼれない！？         | 高く跳んだら、縄跳び何重跳びできる？              | 夜の動物園で動物は何してる？【前編】 | 子供に人気のおかずベスト5を混ぜてふりかけを作ると？ | 野菜で車を作ろう！               |                                      |                                    | 手作りプニプニせっけん       |
| 3  | 10月21日      | 消えた文字が冷却スプレーで復活！？             | スライディングでゴールしたら走るタイムは縮まる？  | 夜の動物園で動物は何してる？【後編】 |                                                     | 動物園ピザを作ろう！             | これって何に使う道具？               | 手作りスーパーボール               |                              |
| 4  | 10月28日      | ペットボトルのコーラがコップに注ぐ瞬間に凍る？ | 新聞紙で作ったバットで時速100Kmのボールが打てる？ |                                      | おかしふりかけ                                      | 半分アートで森の昆虫を描こう     |                                      | 空に2本の虹をつくれる？            | 手作りモンスタートートバッグ |
| 5  | 11月4日       | 水に浮かぶ絵と文字？                           | ガムテープの上を50m走りきることはできるの？       |                                      | トレーナーぞうりでリサイクル                        | タマゴに入っているのはナニ？     | 静電気で掃除道具が作れるってホント？ | 手作りヨーヨー                     |                              |
| 6  | 11月11日      | なんでも凍らせちゃう水？                       | ストローは高さ何ｍまで吸い上げられるの？          | 秋の味覚ふりかけ                     | 手足アートで人の顔を描こう                          |                                  | 音で火を消せるってホント？           | 手作りスクラッチカード             |                              |
| 7  | 11月18日      | 水の入った袋に鉛筆を刺したら、水はこぼれる？   | 5mのヒモでけん玉できるの？                        | 砂浜にはお宝が眠っている？           |                                                     | 切り貼りアートで魚を描こう       | タマゴに入っているのはナニ？         |                                    | 手作りお菓子ガチャマシーン   |
| 8  | 11月25日      | 下敷きで水の入ったコップは持ち上がる？         | 石けんを靴につけたらスケートできるの？            | 浅草で何か国の人に会える？【前編】   | デザートふりかけ                                    | ローラーアートで花を描こう       |                                      | 手作り万華鏡                       |                              |
| 9  | 12月2日       | ゆで卵がビンの中へ？                           | 泥だんごでボーリングできる？                      | 浅草で何か国の人に会える？【後編】   |                                                     |                                  | タマゴに入っているのはナニ？         | 手作りクラッカー                   |                              |
| 10 | 12月9日       | 五円玉の穴をビー玉がすり抜ける？               | いろんな競技の道具で卓球のスマッシュが打てるの？  |                                      | フルーツふりかけ                                    | 卵のカラで動物を描こう！         | タマゴに入っているのはナニ？         | 空気で空き缶をつぶせるってホント？ | 手作りけん玉                 |
| 11 | 12月16日      | つかめる水？                                   | 100m先からのボールを打てる？                      | サケの骨は何本ある？                 |                                                     | はんこアートでフルーツを描こう！ |                                      |                                    | 手作りスノードーム           |
| 12 | 12月23日      |                                                |                                                   |                                      |                                                     |                                  |                                      |                                    |                              |

### ネット局
| 放送期間                         | 放送時間           | 放送局         | 対象地域       | 備考   |
| -------------------------------- | ------------------ | -------------- | -------------- | ------ |
| 2017年10月7日 - 12月23日         | 土曜 9:30 - 10:00  | テレビ東京     | 関東広域圏     | 制作局 |
|                                  |                    | テレビ北海道   | 北海道         |        |
|                                  |                    | テレビ愛知     | 愛知県         |        |
|                                  |                    | テレビ大阪     | 大阪府         |        |
|                                  |                    | テレビせとうち | 岡山県・香川県 |        |
|                                  |                    | TVQ九州放送    | 福岡県・佐賀県 |        |
| 2017年10月11日 - 12月27日        | 水曜 17:00 - 17:29 | BSジャパン     | 日本全域       | BS放送 |
| テレビ東京系列では字幕放送実施。 |                    |                |                |        |